# Фотография в России

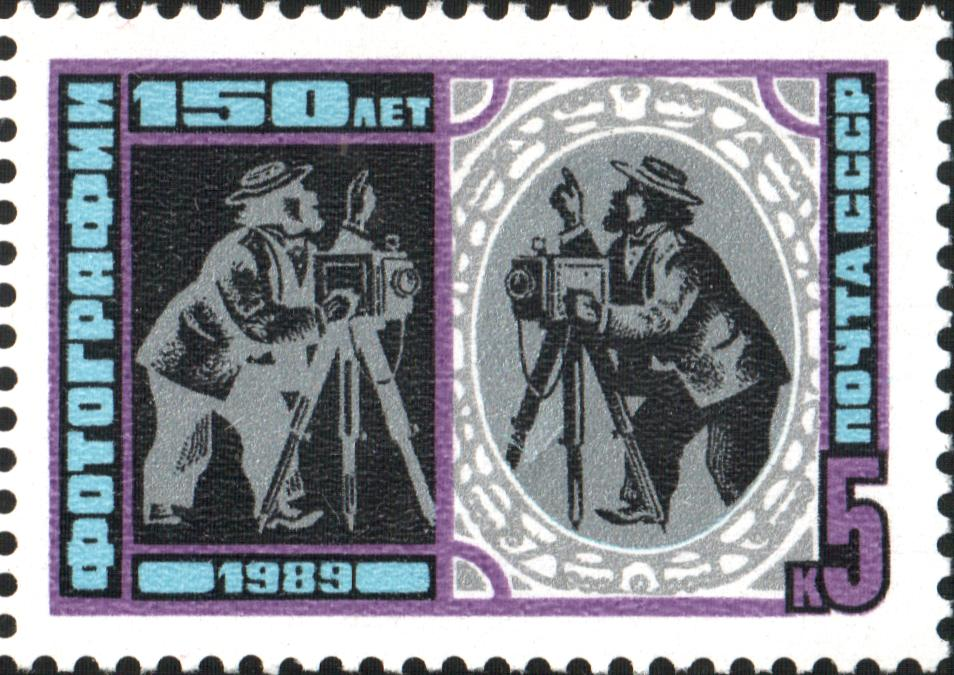
Марка СССР, 1989 г. 150-летие фотографии.

Фотография появилась в России в 1839 году и развивалась как технология и фотоискусство.

## История

### Появление фотографии в России

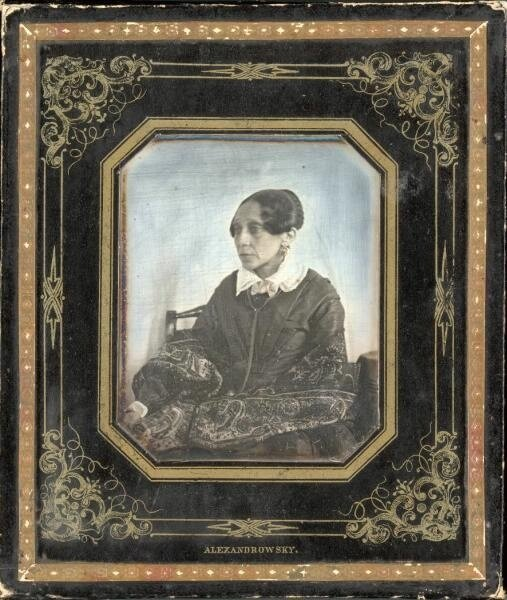
Дагеротип неизвестной женщины. Фотография Ивана Александровского, 1853—1855 гг.

Началом российской фотографии можно считать момент, когда в 1839 году И. Х. Гамель, член российской Академии наук, отправился в Великобританию для изучения калотипии. Познакомившись в апреле с В. Тальботом и его методом, Гамель отправляется во Францию, где знакомится с Дагером, основоположником другого способа получения фотографии, и даже делает несколько снимков под его руководством. Образцы снимков, описание методов Тальбота и Дагера и закупленную аппаратуру Гамель отправлял в Петербург, где по поручению Академии наук Ю. Ф. Фрицше одним из первых в России освоил технику получения фотографического изображения. Сделав несколько снимков листьев растений, уже 23 мая 1839 года он выступил на заседании Петербургской Академии наук со своим отчётом «о гелиографических опытах», в котором был дан исчерпывающий анализ калотипии. Это была первая посвящённая фотографии исследовательская работа в России, давшая старт усовершенствованию методов получения фотоснимков. Первый известный русский дагеротип сделал Франц Осипович Теремин 8 октября 1839 года, о чём вскоре появилась заметка в журнале «Сын отечества»:

Октября 8-го, в Петербурге, г-н Теремин, подполковник путей сообщения, произвел удачный опыт, снятием через дагеротип, в продолжение 25-ти минут, Исаакиевского собора, и тем доказал, что и под 60° широты, осенью, дагеротип не теряет своего действия.

Постепенно интерес к фотографии от научного перешёл в практическую плоскость, и в России начали открываться фотоателье. Уже в июне 1840 года московский изобретатель Алексей Греков открывает «художественный кабинет» для портретной фотографии. Постепенно он в совершенстве овладел двумя главными техниками получения фотографического изображения, существовавшими в середине XIX столетия — калотипией и дагеротипией.
В 1842 году французы Фоконье и Альфред Давиньон открыли в Санкт-Петербурге первое в России дагеротипное ателье.

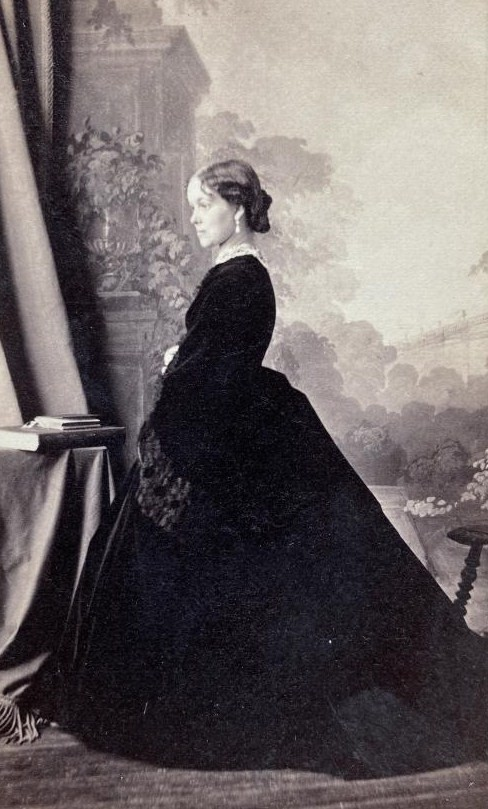
Сергей Левицкий. Княгиня Елизавета Трубецкая, 1860-е

В 1849 году в Санкт-Петербурге Сергей Левицкий открывает «Дагеротипное заведение», позднее переименованное в «Светопись Левицкого». Снимки Кисловодска и Пятигорска, сделанные Левицким во время поездки на Кавказ, были награждены золотой медалью на выставке в Париже. В 1845 году в Риме Левицкий сделал единственную существующую фотографию Гоголя, а в 1867 году представил свою серию портретных фотоснимков выдающихся русских художников, писателей и общественных деятелей. Именно он превратил фотографию в художественное творчество, заложил первые основы модельной фотосъёмки и стал использовать различные вспомогательные предметы и эффекты, такие как разнообразные фоны и общий интерьер. Левицкий также первым в России стал ретушировать получаемые негативы и устранять недостатки. В своем ателье он также проводил опыты по использованию в фотографии электрического освещения.
Наряду с Сергеем Левицким в Петербурге работал Андрей Деньер, который открыл «Дагеротипное заведение художника Деньера» в 1851 году. Он получил известность, так же как и Левицкий, благодаря своим портретным фотоснимкам известных деятелей, позднее создал первый в Российской империи фотоальбом.

### Фотография во второй половине XIX века

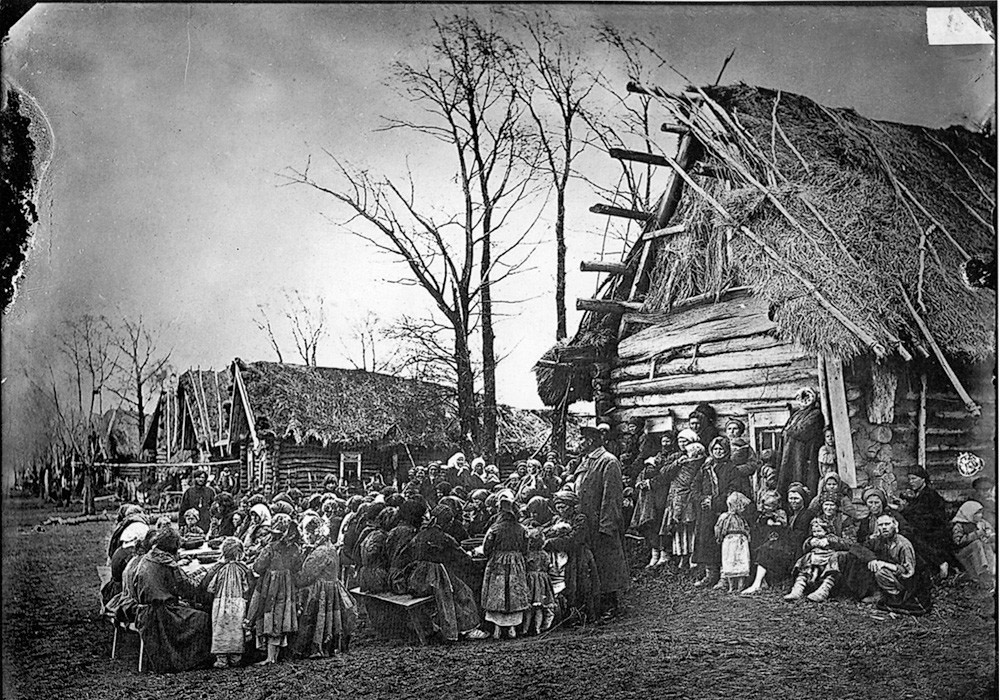
Максим Дмитриев. Народная столовая в деревне Пралевке Лукояновского уезда, 1891—1892 гг.

#### Институционализация
1880-е годы в стране появился первый журнал, посвящённый вопросам фотографии. Идея его создания принадлежала члену Русского технического общества Павлу Ольхину. Журнал получил название «Фотографический вестник» и рассказывал о методах съёмки, обработки фотоматериалов, о теории и практики в съёмки и другое. Примерно в то же время в России формируется жанр публицистического фоторепортажа, основоположником которого стал Максим Дмитриев. Он создал серию фотоснимков «Волжская коллекция» с уникальными изображениями реки Волги, от её истоков до устья. Также он стал автором портретных снимков таких выдающихся российских деятелей, как Ф. И. Шаляпин и А. М. Горький.
В 1894 году в Москве было основано Русское фотографическое общество. В 1896 году прошёл первый съезд русских фотографов.

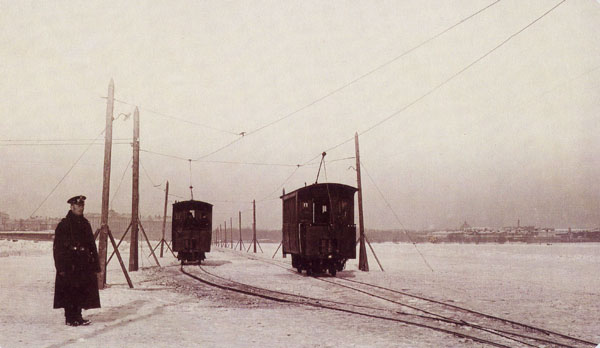
Карл Булла. Трамвай на льду Невы в Петербурге, ок. 1900 г.

#### Фотография документальная и художественная
В фотографии можно условно выделить документально-репортажное и художественное направления. Выдающимся представителем репортажного направления в дореволюционной фотографии был Карл Булла — «отец российского фоторепортажа». Своё первое фотоателье он открывает в Петербурге 1875 году, а с середины 1890-х переходит от павильонной фотосъёмки к фоторепортажу, снимая всё от уличных сцен до официальных торжеств с участием императорских особ, открывает типографию для печати открыток со своими снимками, публикует их в газетах и журналах.

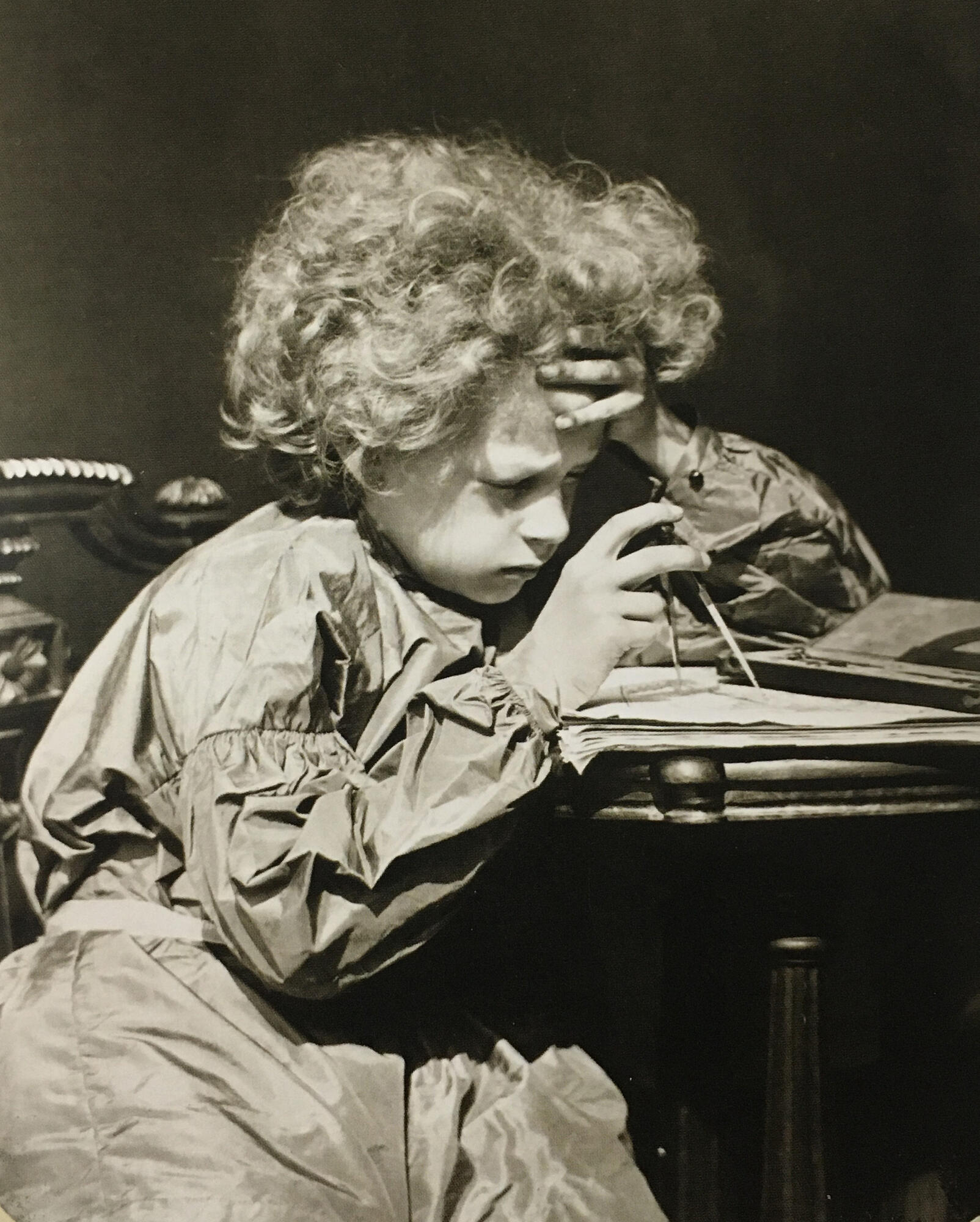
Андрей Карелин. Портрет сына, 1870-е

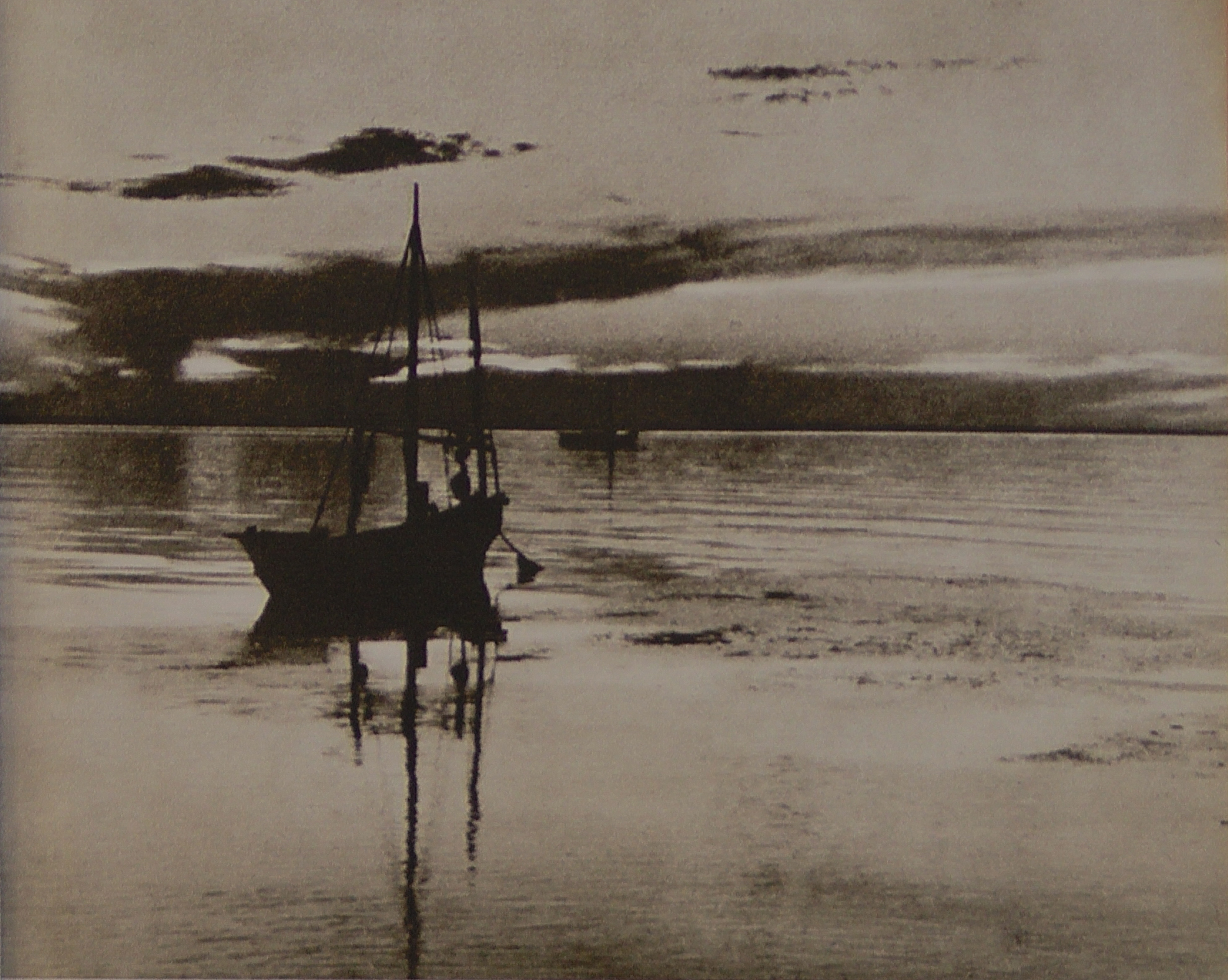
Юрий Ерёмин. Штиль, 1908

Наиболее заметным направлением в художественной фотографии дореволюционной России был пикториализм. Первые русские фотографы-пикториалисты — работавшие с 1870-х Андрей Карелин и Алексей Мазурин, среди крупнейших представителей более молодого поколения — Николай Андреев, Юрий Ерёмин, Сергей Лобовиков, Николай Петров, Василий Улитин, Мирон Шерлинг. Влиятельным течением пикториализм сделался в России на рубеже XIX—XX веков, то есть несколько позднее, чем в странах Запада, но и оставался таковым дольше — до самого конца 1920-х, когда были свёрнуты все художественные движения в стране, кроме соцреализма.

#### Научная фотография
Искусство фотографии привлекает внимание русских исследователей и учёных. Так, К. А. Тимирязев в своё время великолепно овладел техникой фотографии и в 1895 году был удостоен серебряной медали на Московской фотографической выставке за свои фотоработы, посвящённые растениям и природе.

#### Прикладная фотография
В конце 80-х годов XIX столетия в России фотоаппарат стал использоваться для осуществления аэросъёмки. Поручик императорской армии, изобретатель и пилот-аэронавт А. Кованько сумел сфотографировать земную поверхность в районе Санкт-Петербурга с высоты около 800 метров.

#### Развитие технологий
Совершенствованием технической стороны фотографии постоянно занималось множество российских учёных и исследователей. Так, в 1878 году в фотоателье А. Деньера был испытан короткофокусный фотообъектив Ивана Болдырева, который позволял передавать не только линейную, но и воздушную перспективу при осуществлении портретной групповой съёмки. Из-за отказа чиновников это изобретение так и не попало на международную выставку в Париже, но в 1889 году всё тот же Болдырев представил точно действующий моментальный фотозатвор для объектива, который на заседании Русского технического общества был признан лучшим среди всех имевшихся в продаже в то время. В 1885 году офицер российской армии И. Филипенко представил фотоаппарат и своё новое устройство, состоящее из фотокамеры и походной лаборатории, приспособленной для обработки негативов на свету (Походный фотографический прибор), которые были столь компактными, что умещались в небольшом чемоданчике. В этом же году Департамент торговли и мануфактур выдал изобретателю патент за № 6959 от 16 августа, и в журнале «Фотограф-любитель» было помещено подробное описание этого аппарата. А в 1894 году появился фотоаппарат Н. Яновского, с помощью которого можно было снять серию моментальных фотографий для отображения движущегося объекта. Затвор был описан в журнале «Фотограф-любитель» № 4 за 1896 год.
По такому же образцу был построен затвор фотографа Ашихина, предназначенный для мгновенных снимков. Заседание V отдела РТО, состоявшееся 7 октября 1883 года, одобрило новое изобретение.

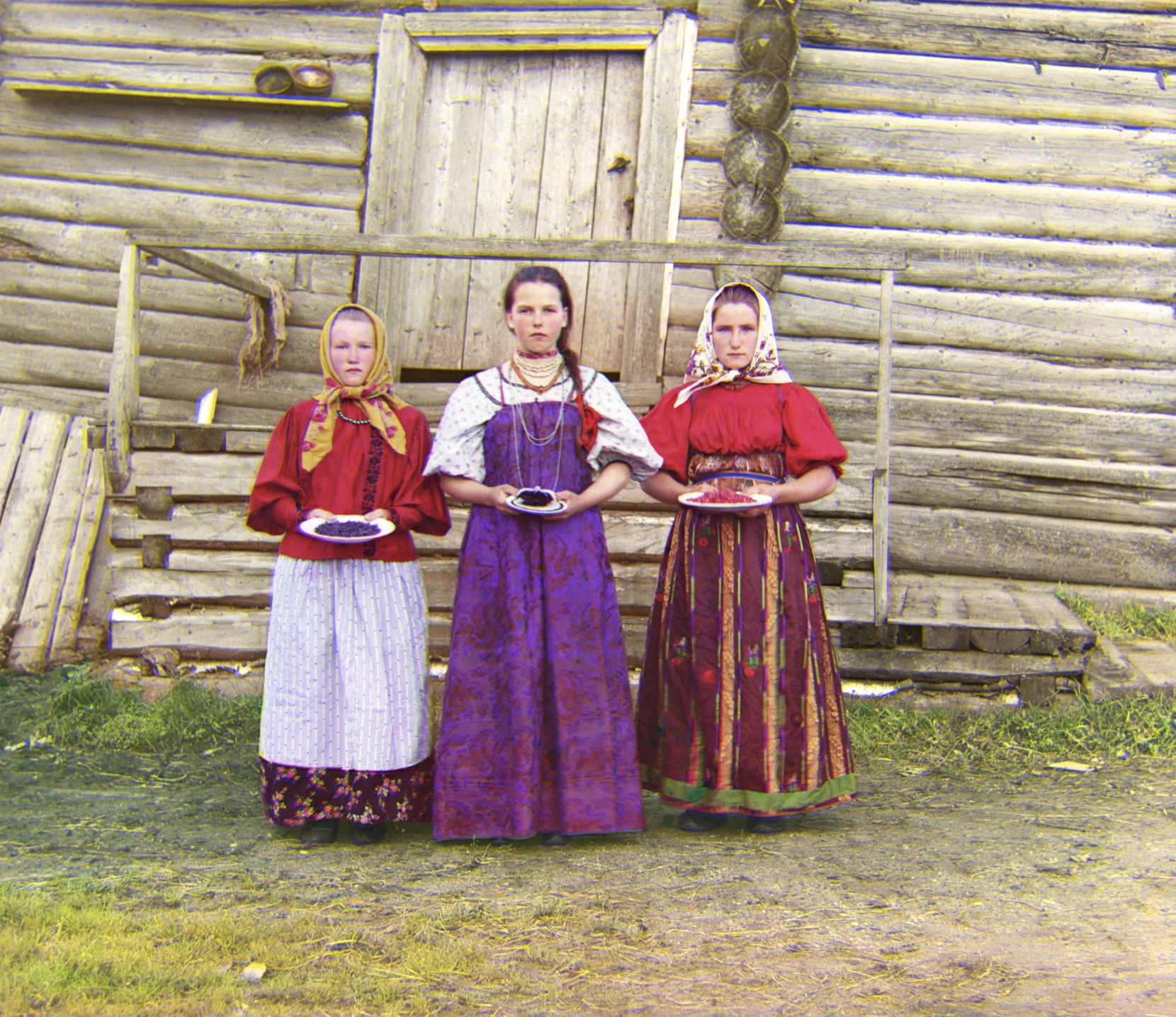
С. М. Прокудин-Горский. Молодые русские крестьянки недалеко от реки Шексны, 1909

#### Цветная фотография
В начале XX века Сергей Михайлович Прокудин-Горский начинает создавать цветные фотографии в своих поездках по России. На его снимках запечатлены Русский Север, Кавказ, Крым, Украина, Туркестан. Его работы получили международное признание.

### Советская фотография

#### до середины 1950-х
Послереволюционные 1920-е годы в фотографии, как и в других областях культуры, становятся временем новаторства и творческих экспериментов. Это эпоха расцвета отечественной фотографии и наибольшего её влияния на мировой художественный процесс. В то же время нельзя забывать, что после Октябрьской революции фотография в СССР стала мощнейшим средством коммунистической пропаганды советского образа жизни и воспитания.

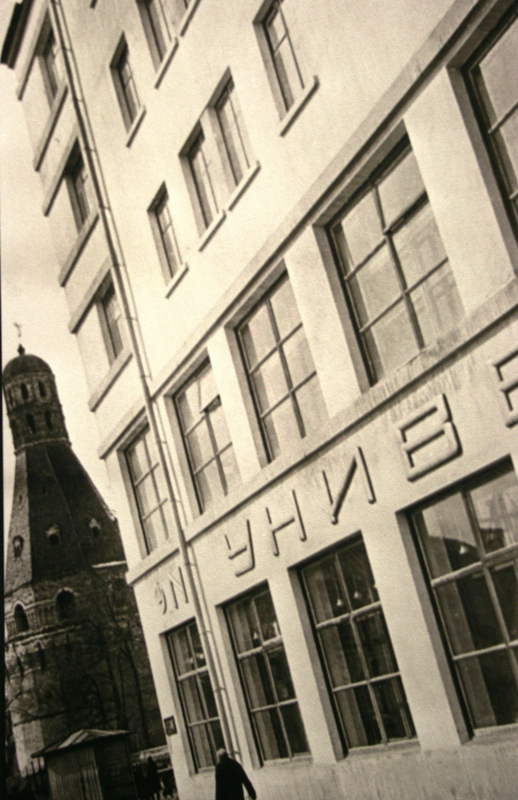
Елеазар Лангман. «Москва старая — и новая!», 1930-е

Характерные для этого времени работы представителя конструктивизма Александра Родченко отличаются геометричностью, необычными ракурсами, крупными планами. Среди других крупнейших фотографов этого времени — Борис Игнатович, Аркадий Шайхет, а также Абрам Штеренберг, Борис Кудояров, Дмитрий Дебабов, Елеазар Лангман. Пионером предметной съёмки и рекламной фотографии становится Александр Хлебников.
В то же время сохраняют влияние пикториалисты: Н. Андреев, Ю. Ерёмин, А. Гринберг и другие участвуют в выставках в СССР и за границей, где пользуются большим успехом. В пикториалистской эстетике выдержан крупный фотопроект по изучению пластики человеческого тела «Искусство движения» (состоялось четыре выставки: в 1925, 1926, 1927 и 1928 годах). В 1928 году проходит масштабная «Выставка советской фотографии за 10 лет», в которой участвуют как молодые советские фотографы, так и представители «старой школы».
С конца 1920-х стали серийно выпускаться отечественные фотоаппараты, способные предоставить достаточно высокое качество съёмки.
Катастрофа, постигшая отечественную культуру на переломе 1920-х — 1930-х годов, не могла обойти и фотографию. Настало время изоляции от художественной жизни других стран. Сложившиеся объединения и течения в фотоискусстве прекращают существование. В 1932 году, после выхода Постановления ЦК ВКП(б) «О перестройке литературно-художественных организаций», распускается группа «Октябрь», в которую входили Родченко, Игнатович и другие крупнейшие фотографы 1920-х. Авангардные поиски оказываются под запретом, фотография становится инструментом пропаганды, ограниченным канонами соцреализма.

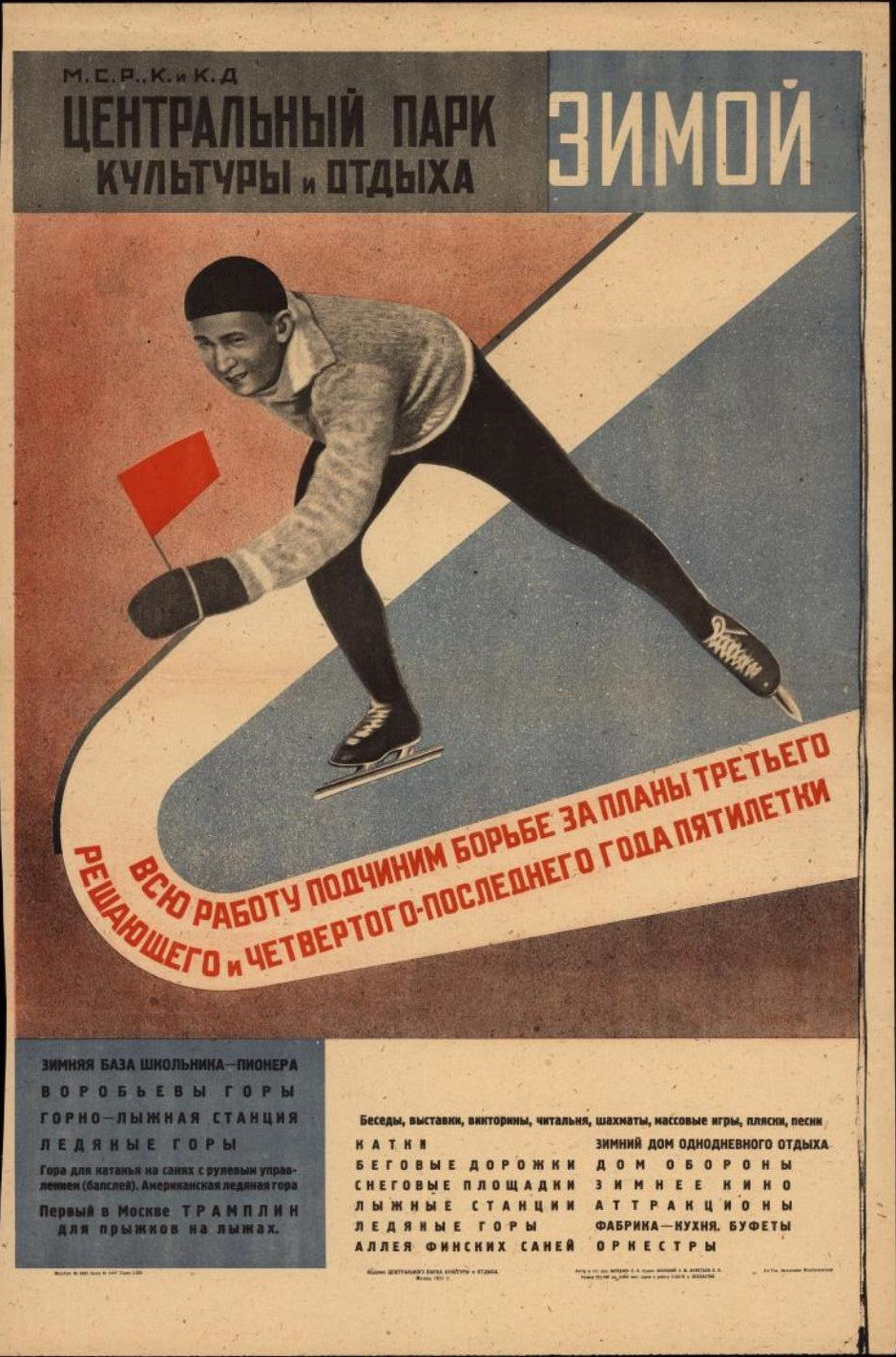
Эль Лисицкий. Плакат «ЦПКиО зимой», 1931

На первое место с начала 1930-х годов выходит фоторепортаж. Широко публикуются снимки масштабных строек и промышленных предприятий, советских руководителей, рабочих на заводах и т. д. Развиваются различные формы повествовательного сочетания фотографий: фотомонтаж (плакаты и книжно-журнальные иллюстрации на основе фотографий создавали Александр Родченко, Эль Лисицкий и Густав Клуцис), фотосерия и фотокнига.
В 1937 году состоялась «Первая всесоюзная выставка фотоискусства».
Начало Великой Отечественной войны позволило фотографам отойти от пропаганды советского образа жизни и успехов социалистического строительства: началось активное развитие документальной фотографии.

#### с середины 1950-х
С наступлением хрущёвской «оттепели» по всей стране открываются фотоклубы, разворачивается любительское движение. В Ленинграде ещё в 1953 году открывается первый в СССР фотоклуб Выбогского ДК, в конце 1970-х — фотоклуб «Зеркало»; с 1970-х работают мастер уличной съёмки и натюрморта Борис Смелов, абстракционист Валентин Самарин, Леонид Богданов, Николай Матрёнин, Александр Китаев, Владимир Антощенков, в жанре «ню» — Геннадий Приходько, фотолетописец русского рока Андрей (Вилли) Усов, портреты деятелей культуры и знаменитостей создаёт Валерий Плотников. В Москве с конца 1950-х снимает Анатолий Болдин, работают другие участники фотоклуба «Новатор»; эстетику цветной документальной фотографии с 1970-х развивает Георгий Пинхасов. Выходцы из украинских Черновцов Вячеслав Тарновецкий, Борис Савельев, Сергей Лопатюк вместе с москвичом Александром Слюсаревым образовали «Группу Четырёх», их работы чаще всего представляют собой внесюжетные квадратные композиции. Действуют горьковский фотоклуб «Волга» (Ю. Шпагин, С. Яворский, Р. Пенов), «Ракурс» и «Таир» в Чебоксарах и Йошкар-Оле (С. Чиликов, М. Ладейщиков, Е. Лихошерст), Запорожский фотоклуб (В. Филонов), фотоклубы «Мурманск», «Магадан» (В. Шумков, С. Бурасовский, О. Паршин), «Пермь» (В. Чувызгалов, В. Бороздин), «Тасма» в Казани (Л. Кузнецова, Ф. Губаев, В. Зотов), «Трива» в Новокузнецке (В. Соколаев, В. Воробьёв, А. Трофимов).
Традицию русского пикториализма продолжают члены фотоклуба «Новатор» Анатолий Ерин и Георгий Колосов.
Крупнейшими мастерами из сферы официальной фотожурналистики были Владимир Лагранж и мастер спортивной фотографии Лев Бородулин.
В 1980-е заметным течением в неофициальной советской фотографии становится концептуализм. Фотография различным образом сочетается с текстами в работах Владимира Куприянова («Памяти Пушкина», 1984; «Не отвержи мене от лица твоего…», 1990), участников московской группы «Непосредственная фотография» Бориса Михайлова, Ильи Пиганова, Игоря Мухина и других. Ещё один участник этой группы Сергей Леонтьев снимает программную серию «Опыты жесткой фотографии» (1988).

### Постсоветская фотография
С началом перестройки начинает широко публиковаться андерграундная фотография, стирается граница между нею и официальной фотожурналистикой, которая со своей стороны обращается к прежде запретным темам.
Различные жанры и направления фотографии развиваются в Петербурге. С середины 1980-х работает некрореалист Евгений Юфит. Евгений Мохорев, моделями которого часто становятся полуобнажённые подростки, снимает с конца 1980-х. Алексей Титаренко, работающий с конца 1970-х, в сериях «Город теней» (1991—1994) и «Черно-белая магия Санкт-Петербурга» (1995—1997) приходит к стилистике, сочетающей уличную съёмку с такими художественными приёмами, как длинная выдержка и движение камеры.
С конца 1980-х Андрей Чежин создаёт в многочисленных сериях «пространство постмодернизма», как назвал он одну из своих книг: он не только широко использует классическую мультиэкспозицию, но и снимает аллюзии на классические живописные и фото-произведения (цикл «Кнопка и модернизм»), трансформирует любительские негативы при печати. Его ровесник Николай Кулебякин, будучи, напротив, приверженцем так называемой «чистой фотографии», проделывает все манипуляции до нажатия на кнопку: это и тщательное выстраивание натюрмортов («Медленная серия»), и дополнительный свет (серия «Часовни»), и проекция собственных или заимствованных изображений на фотографируемый объект («Портреты», «Пейзажи Ли Бо», «Краткая история искусств»), и мультиэкспозиция («Окна», где в каждом снимке совмещены светлое и тёмное время суток).
Распространённой стратегией постмодернистской фотографии становится апроприация. Борис Михайлов ещё в 1970-е в серии «Лурики» вручную раскрашивал найденные любительские снимки, придавая им новый смысл. Примером чистой апроприации становятся «Чужие фотографии» (1987) Алексея Шульгина. Часто использует найденные любительские негативы Андрей Чежин.

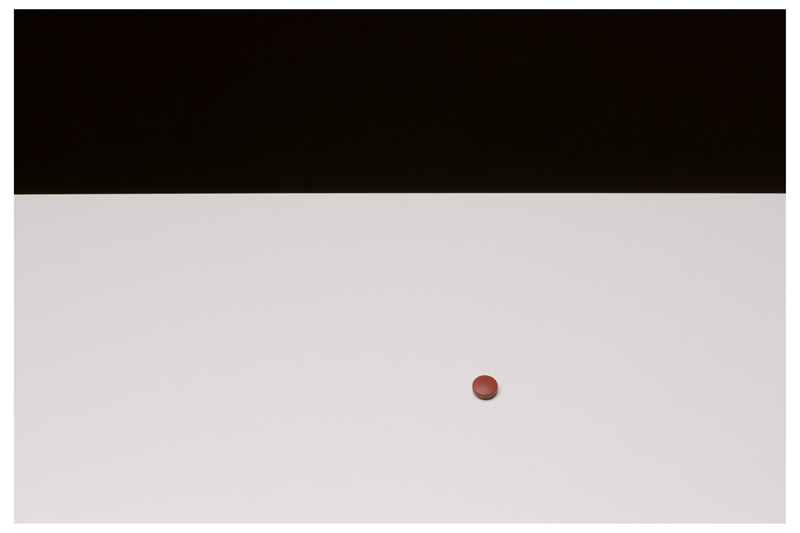
В. Гущин. Таблетки 3, 2011

Владислав Ефимов с 1990-х создаёт и фотографирует своеобразные художественные объекты. Работающий с 1989 года Вадим Гущин в 2010-е снимает минималистичные натюрморты, воссоздающие в цветной фотографии супрематизм.
Фотографию нередко используют в своих работах представители современного искусства. Так, основанные на фотографии произведения создают с 1980-х Илья Пиганов, Михаил Ладейщиков, художественная группа АЕС+Ф и другие.
Репортажной фотографией занимается с 2000-х фотожурналист Сергей Максимишин.